# The Whole Story
The Whole Story – album kompilacyjny Kate Bush, wydany w roku 1986.

## Lista utworów
1. „Wuthering Heights” – 4:57
2. „Cloudbusting” – 5:09
3. „The Man with the Child in His Eyes” – 2:38
4. „Breathing” – 5:28
5. „Wow” – 3:46
6. „Hounds of Love” – 3:02
7. „Running Up That Hill” – 5:00
8. „Army Dreamers” – 3:13
9. „Sat in Your Lap” – 3:29
10. „Experiment IV” – 4:21
11. „The Dreaming” – 4:14
12. „Babooshka” – 3:29